# Ministère de l'Agriculture (Tchéquie)
Pour les articles homonymes, voir Ministère de l'Agriculture.
Le ministère de l'Agriculture (en tchèque : Ministerstvo zemědělství) est le département ministériel chargé de l'agriculture, de l'alimentation, des eaux, de la pêche, des forêts et de la chasse en Tchéquie.
Il est dirigé par intérim depuis le 17 décembre 2021 par le chrétien-démocrate Marian Jurečka.

## Liste des ministres
| Nom | Nom | Nom                      | Mandat                                                          | Parti    | Gouvernement(s)      |
| --- | --- | ------------------------ | --------------------------------------------------------------- | -------- | -------------------- |
|     |     | Josef Lux                | 2 juillet 1992 - 22 juillet 1998 (6 ans et 20 jours)            | KDU-ČSL  | Klaus I, II Tošovský |
|     |     | Jan Fencl                | 22 juillet 1998 - 15 juillet 2002 (3 ans, 11 mois et 23 jours)  | ČSSD     | Zeman                |
|     |     | Jaroslav Palas           | 15 juillet 2002 - 25 avril 2005 (2 ans, 9 mois et 10 jours)     | ČSSD     | Špidla Gross         |
|     |     | Petr Zgarba (cs)         | 25 avril - 10 novembre 2005 (6 mois et 16 jours)                | ČSSD     | Paroubek             |
|     |     | Jan Mládek               | 16 novembre 2005 - 4 septembre 2006 (9 mois et 19 jours)        | ČSSD     | Paroubek             |
|     |     | Milena Vicenová          | 4 septembre 2006 - 9 janvier 2007 (4 mois et 5 jours)           | Sans     | Topolánek I          |
|     |     | Petr Gandalovič          | 9 janvier 2007 - 8 mai 2009 (2 ans, 3 mois et 29 jours)         | ODS      | Topolánek II         |
|     |     | Jakub Šebesta            | 8 mai 2009 - 13 juillet 2010 (1 an, 2 mois et 5 jours)          | Sans     | Fischer              |
|     |     | Ivan Fuksa               | 13 juillet 2010 - 4 octobre 2011 (1 an, 2 mois et 21 jours)     | ODS      | Nečas                |
|     |     | Petr Bendl               | 6 octobre 2011 - 10 juillet 2013 (1 an, 9 mois et 4 jours)      | ODS      | Nečas                |
|     |     | Miroslav Toman           | 10 juillet 2013 - 29 janvier 2014 (6 mois et 19 jours)          | Sans     | Rusnok               |
|     |     | Marian Jurečka           | 29 janvier 2014 - 13 décembre 2017 (3 ans, 10 mois et 14 jours) | KDU-ČSL  | Sobotka              |
|     |     | Jiří Milek               | 13 décembre 2017 - 27 juin 2018 (6 mois et 14 jours)            | ANO 2011 | Babiš I              |
|     |     | Miroslav Toman           | 27 juin 2018 – 17 décembre 2021 (3 ans, 5 mois et 20 jours)     | ČSSD     | Babiš II             |
|     |     | Marian Jurečka (intérim) | 17 décembre 2021 - 3 janvier 2022 (17 jours)                    | KDU-ČSL  | Fiala                |
|     |     | Zdeněk Nekula            | 3 janvier 2022 - 28 juin 2023 (1 an, 5 mois et 25 jours)        | KDU-ČSL  | Fiala                |
|     |     | Marek Výborný            | Depuis le 29 juin 2023 (1 an, 8 mois et 13 jours)               | KDU-ČSL  | Fiala                |